# Pterogeniidae
Pterogeniidae (лат.) — семейство насекомых отряда жесткокрылых. Микофаги. Около 25 видов.

## Распространение
Южная Азия (Индия, Шри-Ланка), Юго-Восточная Азия и Австралазия (Новая Гвинея, 4 вида). Большинство видов ограничено островной тропической Азией и Океанией, но четыре из них расширяют свой ареал до Малайского полуострова. Еще несколько видов известны только из континентальной Азии, то есть два вида из Южной Индии, два из Шри-Ланки и по одному с Малайского полуострова и Вьетнама соответственно.

## Описание
Мелкие жуки-микофаги. Длина тела от 1 до 4 мм. Pterogenius and Histanocerus живут на или внутри плодовых тел грибов-трутовиков родов Ганодерма, Trametes, Amauroderma и Fomes (семейство Полипоровые, Polyporaceae).
Форма имаго от овальной до продолговатой, выпуклой. Голова шаровидная, без шеи, наклонная и частично закрытая переднеспинкой. Глаз относительно небольшой, крупно фасеточный, овальный или глубоко выемчатый, всегда окаймлен сзади боковым выростом головы, иногда (самцы Pterogenius) сильно искажен боковым расширением лба. Фронтальная область плоская или слегка вогнутая, у Histanocerus с латеральными утолщениями, у Pterogenius выступает и приподнята на вершине и расширена латерально у самца; фронтоклипальный лобный шов отчетливый; места прикрепления усиковые открытые (Histanocerus) или скрытые (Pterogenius). Наличник небольшой, овальной формы, лежит в срединной выемке на лбу и примерно в 0,2 раза больше его ширины, у самца густо пунктированный и опушенный (Histanocerus) или непунктированный и несущий опушенную ямку (Pterogenius). Усики 11-члениковые, с очень слабой (Pterogenius) или сильной (Histanocerus) 3-6-члениковой, плавной булавой; первый членик усиков как минимум вдвое длиннее второго, у Histanocerus более длинный и асимметричный, с вершинным отростком, который может быть изогнутым или крючковатым. Ротовые органы небольшие по сравнению с размером головы, полость рта меньше половины ширины головы за глазами. Верхняя губа полукруглая, соединена с наличником видимой перепонкой. Мандибулы клиновидные, с широким основанием, двумя вершинными зубцами, перепончатой волосистой простекой, такой же базальной долей, обширной молой, состоящей из мелких поперечных гребней, и слегка вогнутой внешней поверхностью, несущей многочисленные волоски. Максилла с двухчлениковой щеткообразной галеа и сочлененной лацинией без вершинного крючка; максиллярный щупик 4-члениковый, вершинный членик топоровидный. Лабиум с хорошо развитым широким язычком и 3-члениковым щупиком. Гула сильно сужена кпереди. Формула лапок 5-5-4.

## Систематика
Небольшое и редкое семейство жесткокрылых, насчитывающее всего семь родов и около 25 видов. Семейство Pterogeniidae было выделено Кроусоном (1955) для двух своеобразных родов из Юго-Восточной Азии, Pterogenius и Histanocerus (= Labidocera). Кроусон считал этих жуков одними из наиболее примитивных групп Heteromera, которые, возможно, связаны с трутовиковыми жуками (Ciidae). Филогенетический анализ 1992 года даёт следующую группировку родов на кладограмме: (Kryptogenius + (Tychogenius + (Katagenius + (Pterogenius + Histanocerus)))):
- Род: Anogenius Löbl & Leschen, 1994
  - Anogenius clypealis Löbl & Leschen, 1994 — Малайзия[3]
- Род: Histanocerus Motschulsky, 1858 (=Labidocera)
  - Histanocerus abnormis (Gebien, 1925)
  - Histanocerus brendelli Burckhardt & Löbl, 1992
  - Histanocerus cochlearis Burckhardt & Löbl, 1992
  - Histanocerus convexus Burckhardt & Löbl, 1992
  - Histanocerus deharvengi Burckhardt & Löbl, 1992
  - Histanocerus fleaglei Lawrence, 1977
  - Histanocerus gigas Burckhardt & Löbl, 1992
  - Histanocerus hecate Burckhardt & Löbl, 1992
  - Histanocerus minutus Lawrence, 1977
  - Histanocerus olexai Burckhardt & Löbl, 1992
  - Histanocerus pubescens Motschulsky, 1858
  - Histanocerus smetanai Burckhardt & Löbl, 1992
  - Histanocerus wallacei Burckhardt & Löbl, 1992
  - Histanocerus werneri Lawrence, 1977
- Род: Katagenius Burckhardt & Löbl, 1992
  - Katagenius tamil Burckhardt & Löbl, 1992
- Род: Kryptogenius Burckhardt & Löbl, 1992
  - Kryptogenius acericornis Burckhardt & Löbl, 1992
  - Kryptogenius bidentatus Burckhardt & Löbl, 1992
  - Kryptogenius crassilobus Burckhardt & Löbl, 1992
  - Kryptogenius longilobus Burckhardt & Löbl, 1992
  - Kryptogenius monilicornis Burckhardt & Löbl, 1992
- Род: Laenagenius Löbl, 2005
  - Laenagenius apterus Löbl, 2005 — Китай[4]
- Род: Pterogenius Candéze, 1861
  - Pterogenius besucheti Lawrence, 1977
  - Pterogenius nietneri Candeze, 1861
- Род: Tychogenius Burckhardt & Löbl, 1992
  - Tychogenius armatus Burckhardt & Löbl, 1992
  - Tychogenius spatulifer Burckhardt & Löbl, 1992